# 阮有排

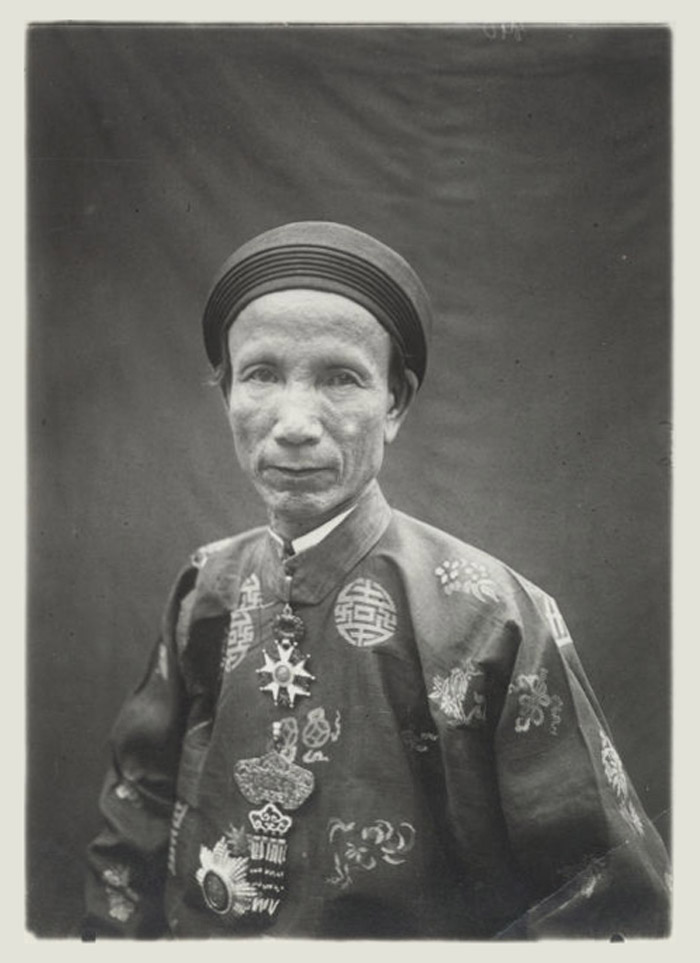
阮有排

阮有排（越南语：／；1863年9月28日—1935年7月28日）是越南阮朝保大帝时期的機密院院長，罗马天主教徒。

## 進入朝廷
阮有排是广治省永灵府春和總高舍社（今屬廣治省永靈縣高舍社）人，嗣德十六年（1863年）出生。最初在中圻钦使座任职。成泰八年（1896年），阮有排以正翻譯身份對授鴻臚寺少卿銜。後進入阮朝朝廷，擔任刑部參知一職。成泰十八年（1906年），升任工部尚書，充機密院大臣。成泰十七年（1907年）五月，兼任兵部尚書。

## 擔任輔政大臣
維新元年（1907年）七月，维新帝登基，任命阮有排為輔政大臣。維新二年（1908年）正月，升署協辦大學士。維新三年（1909年）二月，實授協辦大學士。維新五年（1911年）正月，晉封為福門子（越南语：／）。維新六年（1912年），阮有排拒绝执行法国派驻的中圻钦使挖掘谦陵的命令，时人称“废君无可，掘墓无排”（Đày vua không Khả, Đào mả không Bài）。

## 成為機密院長
啟定元年（1916年），啟定帝即位，阮有排改任機密院大臣，晉封福門伯（越南语：／）。啟定二年（1917年）二月，吏部尚書張如岡退休。阮有排加太子少保銜，改任吏部尚書，兼管戶部事務，成為機密院排序第一的機密院大臣，是為首相。
啟定五年（1920年）正月，升東閣大學士。啟定七年（1922年），阮有排隨啟定帝前往法國訪問，並在訪問結束後前往羅馬謁見羅馬教皇，獲賜配星。啟定八年（1923年）正月，加太子少傅銜，停兼戶部尚書一職，仍任吏部尚書，充機密院院長大臣，兼管文臣駙馬，並賜一面金牌，內刻“機密院院長大臣”。啟定十年（1925年）正月，加太子太傅銜，升授武顯殿大學士，啟定帝特賜一面金牌，一側刻“啟定勅賜”，一側刻“太子太傅”。九月，啟定帝駕崩。十二月，12岁的保大帝从法国归国，在顺化紫禁城登基，成为越南君主。随后，保大帝又回到法国继续完成学业，阮有排則以輔政府長的身份执掌顺化朝廷。

## 退休
保大七年（1932年），19岁的保大返回越南，开始亲政。同年十月四日（11月1日），保大帝加封阮有排為福門郡公（越南语：／）。保大八年三月一日（1933年3月26日），舉行宣封禮。保大事先得到了法屬印度支那總督皮埃爾·帕基耶（博稽）的首肯，将阮有排及其亲信罷免，同时提升范琼、吴廷琰、裴鵬摶等一批能干的年青官员进入内阁。阮有排被授予“顧問元老”的稱號。
保大十年六月二十八日（1935年7月28日），阮有排在家去世，壽七十三歲，追贈勤政殿大學士。
阮有排曾经在顺化担任越南共和国首任总统吴廷琰的老师，而其女与吴廷琰之长兄吴廷魁的婚姻，也帮助吴氏兄弟步入仕途。

## 家庭
- 子阮有解
- 女阮氏楊